# حكومة موسكو

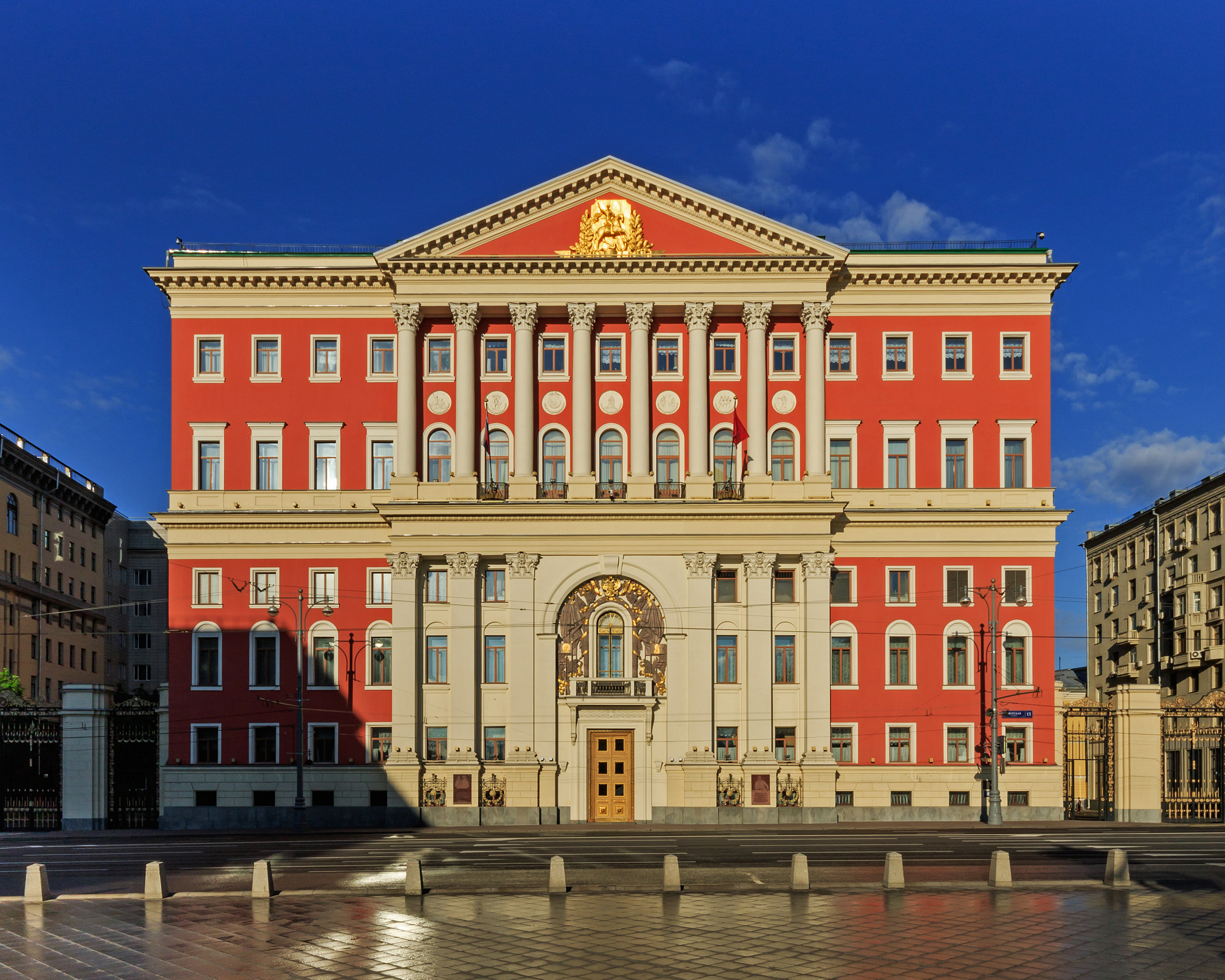
مقر إقامة رئيس بلدية موسكو.

حكومة موسكو (بالروسية:Правительство Москвы) هي أعلى هيئة تنفيذية لسلطة الدولة في موسكو. ويرأس حكومة موسكو أكبر مسؤول في مدينة موسكو، أي رئيس بلدية موسكو.
أحد أعضاء حكومة موسكو عمدة موسكو، نواب رؤساء البلديات من موسكو في حكومة موسكو وزراء حكومة موسكو. تصدر حكومة موسكو أوامر (أوامر من حكومة موسكو) التي تم توقيعها من قبل رئيس بلدية موسكو.

## وصلات خارجية
الموقع الرسمي